# Pat Fothergill
Ann Patricia Pat Fothergill, nacida como Ann Patricia Waddington, (13 de febrero de 1936 – 28 de enero de 2017) fue una ingeniera británica, pionera en robótica y lenguajes de programación de robots en el departamento de Inteligencia Artificial de la Universidad de Edimburgo. Se trasladó a la Universidad de Aberdeen en 1986 para unirse al Departamento de Computación como conferenciante sénior, donde permaneció hasta su fallecimiento.

## Educación y primeros años
Pat Fothergill nació en Woodford Wells, Essex, Inglaterra, en 1936. Durante su niñez, su familia se mudó primero a Singapur y después a Sudáfrica, dado que su padre era ingeniero civil y su trabajo demandaba dichos traslados. Acudió a la Escuela de Gramática del Condado de Dorking, donde fue prefecta y recibió el Governors' Prize por sus logros académicos. Sobresalió en matemáticas y ciencias, y estudió matemática pura, matemática aplicada, física y química para sus exámenes de Advanced Level. Recibió una distinción en matemática pura y una beca estatal del Ministerio de Reino Unido de Educación para acudir al Newnham College de la Universidad de Cambridge.
Mientras estuvo en Cambridge, estudió el Tripo de Ciencias Naturales, especializándose en química, física, matemáticas y química biológica. También estudió el Tripo Arqueológico y Antropológico. Se graduó con un B.A. en 1957 y un M.A. en 1961.

## Carrera
Tras graduarse, Fothergill se quedó en Cambridge con su primer marido, Richard Ambler, quien era entonces un estudiante de posgrado en ciencias biológicas, y trabajaba como agente de información para el departamento de química orgánica con Alexander R. Todd.
Se unió al laboratorio de Inteligencia Artificial de la Universidad de Edimburgo en 1968, como científica de investigación.
Ayudó a desarrollar el lenguaje de comandos de robot RAPT, trabajando con Robin Popplestone y Varilla Burstall, entre otros.
Mientras estaba en Aberdeen, Pat fue coautora del periódico "WPFM: the Workspace Prediction and Fast Matching Algorithm" con Jonathan C. Aylett y Robert B. Fisher. Esto fue incluido en el "3D Model Recognition From Stereoscopic Cues", de John E. W. Mayhew y John P. Frisby.